# Trachyrincus helolepis
Trachyrincus helolepis är en fiskart som beskrevs av Gilbert 1892. Trachyrincus helolepis ingår i släktet Trachyrincus och familjen skolästfiskar. Inga underarter finns listade i Catalogue of Life.